# Curoba mopsa
Curoba mopsa là một loài bướm đêm thuộc phân họ Arctiinae, họ Erebidae.